# Dissecção da artéria carótida
A dissecção da artéria carótida é uma separação das camadas da parede da artéria que fornece sangue com oxigénio para a cabeça e o cérebro, e é a causa mais comum de acidente vascular cerebral em adultos jovens. (Na medicina vascular, a dissecção é uma laminação em forma de bolha entre as paredes externa e interna de um vaso sanguíneo, geralmente com origem num vazamento parcial no revestimento interno.)
A dissecção pode ocorrer após um trauma físico no pescoço, como uma lesão contusa (por exemplo, num acidente rodoviário), estrangulamento, mas também pode acontecer espontaneamente.

## Tratamento
Os tratamentos incluem observação, anticoagulantes, implante de stent, entre outros.